# 大安和安宮

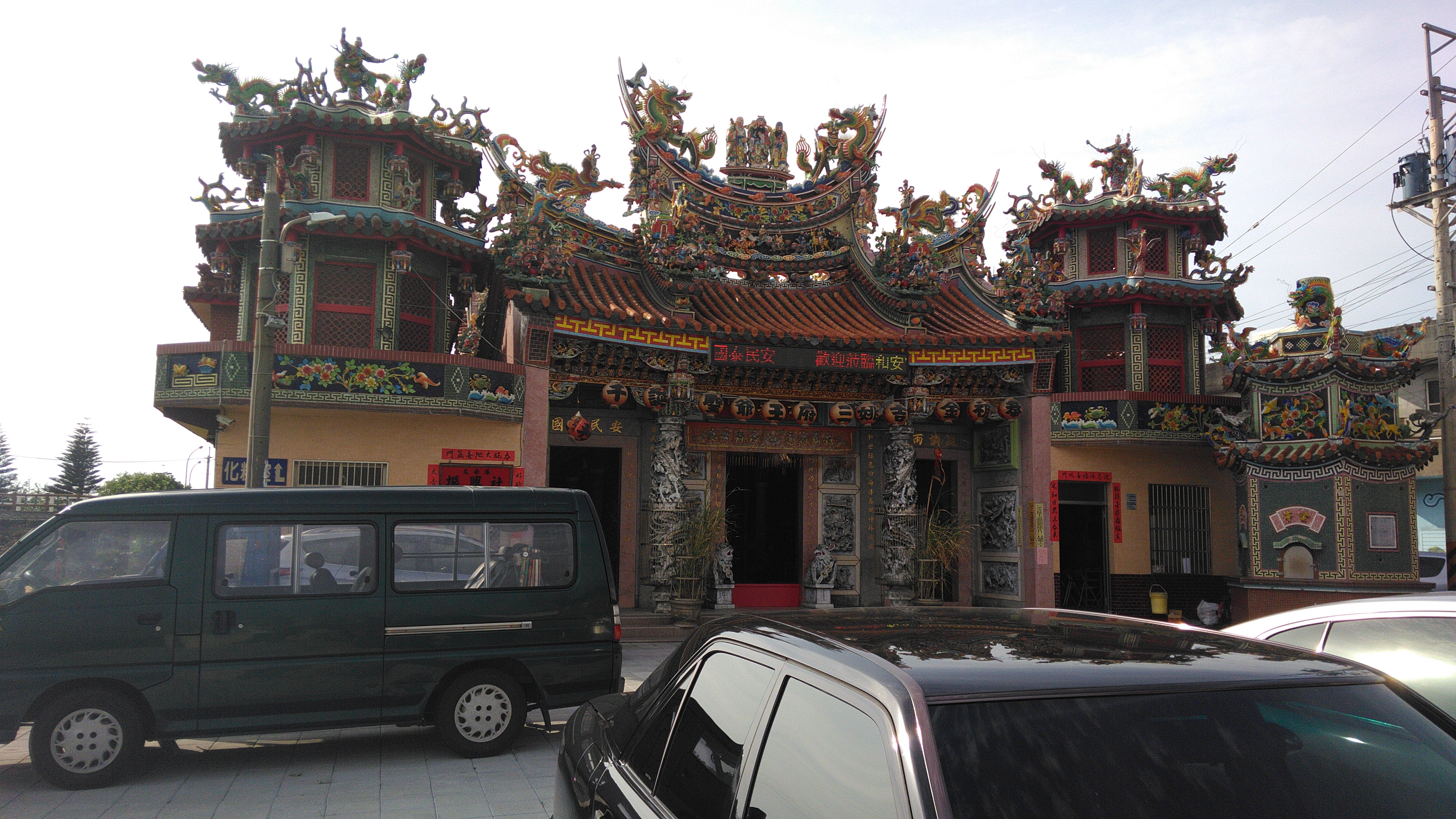

大安和安宮，是一間位於臺灣臺中市大安區海墘里9鄰大安港路1205號（大安港舊海水浴場入口處）的宮廟，主祀金、吉、姚三府王爺，配祀天上聖母、註生娘娘、神農大帝、境主公與福德正神，廟貌巍峨，建築古色古香，香煙鼎盛，信徒遍及全國，獲擇朔望良辰蒞廣獻禮致敬，在王爺千秋吉日，盛演梨園叩謝，如臺中、東勢、沙鹿、梧棲、清水、豐原、后里等地，年年組團前來進香，虔誠畢至，宮廟中石雕沿革載：「古今發祥之聖蹟，均有天命，而應時機一到赫濯聲凌遠佈，名垂千古而不朽。」
大安區因大安港而得名，大安港的舊名，在明末稱之為「海翁窟港」（海翁即為鯨魚），清朝時稱為「螺絲港」、「勞絲港」等，是因螺殼上之迴旋紋，譬喻船隻之出入航道繞轉之狀，至於有大安港之稱是因為可以讓船隻安全的停泊而得名。